# Unione Calcio Sampdoria 1962-1963
Questa voce raccoglie le informazioni riguardanti l'Unione Calcio Sampdoria nelle competizioni ufficiali della stagione 1962-1963.

## Stagione
La formazione ligure, dopo essere passata per l'avvicendamento tecnico della quarta giornata fra Roberto Lerici e l'ex blucerchiato Ernst Ocwirk, ottenne la salvezza chiudendo il campionato all'undicesima piazza. In Coppa Italia i genovesi si spinsero fino ai quarti di finale, estromessi dal Torino, mentre in Coppa delle Fiere furono i magiari del Ferencváros a eliminare i liguri.

## Rosa
| N. |                   | Ruolo | Calciatore           |
| -- | ----------------- | ----- | -------------------- |
|    | Italia (bandiera) | P     | Franco Sattolo       |
|    | Italia (bandiera) | P     | Pietro Battara       |
|    | Italia (bandiera) | D     | Guido Vincenzi       |
|    | Italia (bandiera) | D     | Gaudenzio Bernasconi |
|    | Italia (bandiera) | D     | Glauco Tomasin       |
|    | Italia (bandiera) | C     | Mario Bergamaschi    |
|    | Italia (bandiera) | C     | Giovanni Delfino     |
|    | Italia (bandiera) | C     | Giuseppe Tamborini   |
|    | Italia (bandiera) | C     | Azeglio Vicini       |
|    | Italia (bandiera) | C     | Paolo Marocchi       |

| N. |                      | Ruolo | Calciatore            |
| -- | -------------------- | ----- | --------------------- |
|    | Italia (bandiera)    | C     | Giancarlo Prato       |
|    | Italia (bandiera)    | C     | Manlio Vigna          |
|    | Italia (bandiera)    | C     | Mario Frustalupi      |
|    | Italia (bandiera)    | A     | Luigi Toschi          |
|    | Italia (bandiera)    | A     | Sergio Brighenti      |
|    | Brasile (bandiera)   | A     | José Ricardo da Silva |
|    | Argentina (bandiera) | A     | Ernesto Cucchiaroni   |
|    | Cile (bandiera)      | A     | Jorge Toro            |
|    | Italia (bandiera)    | A     | Santino Maestri       |
|    | Italia (bandiera)    | A     | Luigi Mainardi        |

## Risultati

### Serie A

#### Girone di andata
| 16 settembre 1962 1ª giornata | Atalanta | 1 – 1 | Sampdoria |  |

| 23 settembre 1962 2ª giornata | Sampdoria | 1 – 0 | Fiorentina |  |

| 30 settembre 1962 3ª giornata | Lanerossi Vicenza | 3 – 0 | Sampdoria |  |

| 7 ottobre 1962 4ª giornata | Sampdoria | 0 – 1 | SPAL |  |

| 14 ottobre 1962 5ª giornata | Genoa | 2 – 1 | Sampdoria |  |

| 21 ottobre 1962 6ª giornata | Juventus | 3 – 0 | Sampdoria |  |

| 28 ottobre 1962 7ª giornata | Sampdoria | 2 – 1 | Milan |  |

| 1 novembre 1962 8ª giornata | Modena | 1 – 0 | Sampdoria |  |

| 8 novembre 1962 9ª giornata | Sampdoria | 4 – 0 | Catania |  |

| 18 novembre 1962 10ª giornata | Inter | 4 – 0 | Sampdoria |  |

| 25 novembre 1962 11ª giornata | Sampdoria | 2 – 3 | Bologna |  |

| 9 dicembre 1962 12ª giornata | Sampdoria | 3 – 0 | Napoli |  |

| 16 dicembre 1962 13ª giornata | Venezia | 2 – 0 | Sampdoria |  |

| 23 dicembre 1962 14ª giornata | Roma | 2 – 0 | Sampdoria |  |

| 30 dicembre 1962 15ª giornata | Sampdoria | 1 – 3 | Torino |  |

| 6 gennaio 1963 16ª giornata | Palermo | 1 – 1 | Sampdoria |  |

| 13 gennaio 1963 17ª giornata | Sampdoria | 2 – 2 | Mantova |  |

#### Girone di ritorno
| 20 gennaio 1963 18ª giornata | Sampdoria | 2 – 0 | Atalanta |  |

| 27 gennaio 1963 19ª giornata | Fiorentina | 1 – 1 | Sampdoria |  |

| 3 febbraio 1963 20ª giornata | Sampdoria | 1 – 3 | Lanerossi Vicenza |  |

| 10 febbraio 1963 21ª giornata | SPAL | 1 – 0 | Sampdoria |  |

| 17 febbraio 1963 22ª giornata | Sampdoria | 3 – 1 | Genoa |  |

| 24 febbraio 1963 23ª giornata | Sampdoria | 2 – 1 | Juventus |  |

| 3 marzo 1963 24ª giornata | Milan | 1 – 1 | Sampdoria |  |

| 10 marzo 1963 25ª giornata | Sampdoria | 1 – 1 | Modena |  |

| 17 marzo 1963 26ª giornata | Catania | 0 – 1 | Sampdoria |  |

| 31 marzo 1963 27ª giornata | Sampdoria | 0 – 0 | Inter |  |

| 7 aprile 1963 28ª giornata | Bologna | 4 – 1 | Sampdoria |  |

| 14 aprile 1963 29ª giornata | Napoli | 0 – 2 | Sampdoria |  |

| 21 aprile 1963 30ª giornata | Sampdoria | 3 – 1 | Venezia |  |

| 28 aprile 1963 31ª giornata | Sampdoria | 0 – 0 | Roma |  |

| 5 maggio 1963 32ª giornata | Torino | 4 – 2 | Sampdoria |  |

| 19 maggio 1963 33ª giornata | Sampdoria | 2 – 0 | Palermo |  |

| 26 maggio 1963 34ª giornata | Mantova | 3 – 1 | Sampdoria |  |

## Statistiche

### Statistiche di squadra
| Competizione      | Punti | In casa | In casa | In casa | In casa | In casa | In casa | In trasferta | In trasferta | In trasferta | In trasferta | In trasferta | In trasferta | Totale | Totale | Totale | Totale | Totale | Totale | DR  |
| Competizione      | Punti | G       | V       | N       | P       | Gf      | Gs      | G            | V            | N            | P            | Gf           | Gs           | G      | V      | N      | P      | Gf     | Gs     | DR  |
| ----------------- | ----- | ------- | ------- | ------- | ------- | ------- | ------- | ------------ | ------------ | ------------ | ------------ | ------------ | ------------ | ------ | ------ | ------ | ------ | ------ | ------ | --- |
| Serie A           | 30    | 17      | 9       | 4       | 4       | 29      | 17      | 17           | 2            | 4            | 11           | 12           | 33           | 34     | 11     | 8      | 15     | 41     | 50     | -9  |
| Coppa Italia      |       | 1       | 0       | 0       | 1       | 0       | 2       | 2            | 2            | 0            | 0            | 3            | 1            | 3      | 2      | 0      | 1      | 3      | 3      | 0   |
| Coppa delle Fiere |       | 2       | 2       | 0       | 0       | 2       | 0       | 2            | 1            | 0            | 1            | 2            | 6            | 4      | 3      | 0      | 1      | 4      | 6      | -2  |
| Totale            |       | 20      | 11      | 4       | 5       | 31      | 19      | 21           | 5            | 4            | 12           | 17           | 40           | 41     | 16     | 8      | 17     | 48     | 59     | -11 |

### Statistiche dei giocatori
| Giocatore      | Serie A  | Serie A | Coppa Italia | Coppa Italia | Coppa delle Fiere | Coppa delle Fiere | Totale   | Totale |
| Giocatore      | Presenze | Reti    | Presenze     | Reti         | Presenze          | Reti              | Presenze | Reti   |
| -------------- | -------- | ------- | ------------ | ------------ | ----------------- | ----------------- | -------- | ------ |
| P. Battara     | 9        | -19     | 1            | -1           | -                 | -                 | 10       | -20    |
| M. Bergamaschi | 30       | 1       | 1            | 0            | 1                 | 0                 | 32       | 1      |
| G. Bernasconi  | 30       | 0       | 3            | 0            | 4                 | 0                 | 37       | 0      |
| F. Bertolazzi  | 1        | 0       | -            | -            | -                 | -                 | 1        | 0      |
| S. Brighenti   | 30       | 7       | 3            | 0            | 3                 | 1                 | 36       | 8      |
| E. Cucchiaroni | 21       | 5       | -            | -            | 4                 | 0                 | 25       | 5      |
| J. Da Silva    | 27       | 13      | 2            | 0            | 3                 | 2                 | 32       | 15     |
| G. Delfino     | 29       | 0       | 1            | 0            | -                 | -                 | 30       | 0      |
| M. Frustalupi  | 1        | 1       | -            | -            | -                 | -                 | 1        | 1      |
| G. Grabesu     | -        | -       | 1            | 0            | -                 | -                 | 1        | 0      |
| S. Maestri     | 8        | 1       | 3            | 0            | 1                 | 0                 | 12       | 1      |
| L. Mainardi    | 1        | 0       | -            | -            | -                 | -                 | 1        | 0      |
| P. Marocchi    | 10       | 0       | 2            | 0            | 3                 | 0                 | 15       | 0      |
| G. Prato       | 4        | 0       | 1            | 0            | 4                 | 0                 | 9        | 0      |
| F. Sattolo     | 25       | -31     | 2            | -2           | 4                 | -6                | 31       | -39    |
| C. Scazzola    | 1        | 0       | 1            | 0            | -                 | -                 | 2        | 0      |
| G. Tamborini   | 28       | 1       | -            | -            | 1                 | 0                 | 29       | 1      |
| G. Tomasin     | 25       | 1       | -            | -            | 1                 | 0                 | 26       | 1      |
| J. Toro        | 16       | 3       | 3            | 2            | 4                 | 0                 | 23       | 5      |
| L. Toschi      | 32       | 6       | 3            | 1            | 4                 | 0                 | 39       | 7      |
| A. Vicini      | 11       | 0       | 2            | 0            | 2                 | 0                 | 15       | 0      |
| M. Vigna       | 4        | 0       | 1            | 0            | 1                 | 0                 | 6        | 0      |
| G. Vincenzi    | 31       | 1       | 3            | 0            | 4                 | 0                 | 38       | 1      |